# Porvoo
Porvoo (Zweeds: Borgå) is een gemeente en stad in het Finse landschap Uusimaa. De gemeente heeft een landoppervlakte van 654,56 km² en telt 51.232 inwoners (2022). Het is een tweetalige gemeente met Fins als meerderheidstaal (± 65%) en Zweeds als minderheidstaal.
Porvoo ligt aan de oude Koningsweg tussen Turku en Vyborg en kreeg in 1346 stadsrechten van de Zweedse koning Magnus II. Daarmee is het de op een na oudste stad van Finland. 
In 1809 vond in de middeleeuwse domkerk van Porvoo de landdag plaats waarop het grootvorstendom Finland tot stand kwam. De dom is sinds 1923 de bisschopszetel van de Zweedstalige lutheranen in Finland. In 2006 liep de kerk bij een brand zware schade op.
In de omgeving liggen de plaatsen Askola, Loviisa, Myrskylä, Pornainen, Sipoo.

## Zustergemeenten
Porvoo onderhoudt jumelages met de volgende gemeenten:
- Lund (Zweden, sinds 1945)
- Viborg (Denemarken, 1950)
- Hamar (Noorwegen, 1953)
- Dinkelsbühl (Duitsland, 1961)
- Viljandi (Estland, 1961)
- Tyresö (Zweden, 1966)
- Dalvík (IJsland, 1978)
- Hancock (Michigan) (VS, 1988)
- Kamień Pomorski (Polen, 1988)
- Ventspils (Letland, 1990)
- Viimsi (Estland, 1994)

## Geboren
- Arvid Wittenberg (1606-1657), Zweeds militair
- Carl Johan Adlercreutz (1757-1815), Fins-Zweeds militair
- Albert Edelfelt (1854-1905), schilder
- Lauri Lehtinen (1908-1973), atleet
- Kim Floor (1948), zanger, acteur en presentator
- Erik Holmgren (1964), voetballer
- Sami Hyypiä (1973), voetballer
- Kjell Carlström (1976), wielrenner
- Joonas Henttala (1991), wielrenner
- Fredrik Jensen (1997), voetballer

Askola · Espoo · Hanko · Helsinki · Hyvinkää · Ingå · Järvenpää · Karkkila · Kauniainen · Kerava · Kirkkonummi · Lapinjärvi · Lohja · Loviisa · Myrskylä · Mäntsälä · Nurmijärvi · Pornainen · Porvoo · Pukkila · Raseborg · Sipoo · Siuntio · Tuusula · Vantaa · Vihti
Voormalige gemeenten:
Bromarv · Degerby · Ekenäs · Ekenäs landskommun · Haaka · Huopalahti · Hyvinkään maalaiskunta · Karis · Karjalohja · Kulosaari · Liljendal · Lohjan kunta · Nummi · Nummi-Pusula · Oulunkylä · Pernå · Ruotsinpyhtää · Sammatti · Snappertuna · Tenala